# Jozini
Jozini es un municipio local sudafricano situado en el distrito de Umkhanyakude, en la provincia de KwaZulu-Natal.

## Superficie
Jozini tiene una superficie de 3438 km².

## Demografía
En 2022, tenía 199 153 habitantes, una densidad poblacional de 57,92 hab./km², y 35 824 viviendas.